# Vilelos, O Saviñao
São Martinho de Vilelos é uma paróquia do concelho de O Saviñao na comarca da Terra de Lemos, na província de Lugo. No ano de 2007 tinha 193 habitantes (90 homens e 103 mulheres), a mesma quantidade no ano anterior.

## Festas
O Folião de Fachas é celebrado no castro da Besta na última sexta-feira de setembro.